# Братання фронтове
Братання фронтове – одна з форм протесту проти війни солдатів країн, що воюють між собою. Найбільшого поширення Б.ф. набуло під час Першої світової війни. На російсько-німецькому фронті почалось у жовтні 1915.
Б.ф. виникало спочатку стихійно. З білими прапорами солдати виходили з окопів і зустрічалися на нейтральній смузі, де влаштовували мітинги, на яких висловлювали невдоволення війною, командуванням, урядами та своїм тяжким становищем. Командування прирівнювало Б.ф. до державної зради.
Більшовики підтримали Б.ф. між солдатами країн, що воювали, і закликали до його розширення на Бернській міжнародній соціалістичній конференції зарубіжних секцій РСДРП (1915) та Кінтальській міжнародній конференції соціалістів-інтернаціоналістів (1916, обидві у Швейцарії). В.Ленін написав навіть спец. статтю про значення Б.ф. для перетворення імперіалістичної війни у війну громадянську. Однак ця форма протесту спочатку не давала тих результатів, на які сподівалися більшовики. Цьому значно перешкоджав мовний бар'єр, часто обидві сторони відкривали артилерійський та кулеметний вогонь по солдатах, що робили спроби влаштувати Б.ф. Нерідко його використовували воюючі сторони з метою проведення розвідки. Особливо поширилося Б.ф. на російсько-німецькому фронті після Лютневої революції 1917. За допомогою більшовицьких організацій з'явилися антивоєнні відозви та листівки двома мовами, на передовій діяли перекладачі.
Б.ф. викликало осуд патріотично налаштованого населення країн, що воювали. У липні 1917 Тимчасовий уряд відновив смертну кару на фронті, почали діяти військово-польові суди, братання помітно порідшали. Однак після Жовтневої революції 1917 вони набули особливо широкого розмаху і здійснювалися організовано з боку Радянської Росії через військово-революційні комітети. Основним змістом агітації серед військ було не лише припинення війни та укладення миру, а й поширення більшовицьких ідей серед німецьких солдатів. Німецьке командування всіляко боролося з цим шляхом передислокації розпропагованих військ, переведенням на інші фронти військовослужбовців, які знали російську мову, та ін.
Б.ф. вплинуло на революціонізацію певної частини солдатів, які воювали проти Росії, про що свідчить їхня участь у революційних подіях у Німеччині (1918) та Угорщині (1919).
У період громадянської війни 1918–21 в Росії і в Україні траплялися випадки Б.ф. між сторонами, що воювали. Воно здебільшого проявлялось у відмові вести бойові дії один проти одного, переході деяких частин на бік противника.
У 1920-х–30-х рр. Б.ф. посідало чільне місце в комуністичній пропаганді стосовно осуду воєнних дій капіталістичних країн проти СРСР. 1928 V конгрес Комінтерну (див. Інтернаціонал III) наголосив на необхідності надання Б.ф. політичного забарвлення у випадку розв'язання нових воєн між імперіалістичними державами, використовувати Б.ф. для закінчення воєн пролетарськими революціями. У разі воєнних дій ЗС буржуазних країн проти Червоної армії (див. Радянська армія) Б.ф. повинно зводитися до переходу солдатів іноземних військ на бік Червоної армії і перетворення війни імперіалістів проти СРСР у громадянську війну в капіталістичних державах. У цьому плані серед особового складу Червоної армії і радянського народу велася певна агітація. Але, як засвідчили особливо початок і подальші події Великої вітчизняної війни Радянського Союзу 1941– 1945, пропаганда Б.ф. не дала очікуваних з боку ВКП(б) і радянського уряду результатів.